# Symplocaceae
Symplocaceae é uma família de plantas da ordem Ericales, que compõem mais de 300 espécies distribuídas entre as regiões tropicais e subtropicais da América, Sul e Leste Asiático e parte da Oceania. Até o momento, carecem representantes viventes nos continentes Africano e Europeu, apenas com registros fósseis (endocarpo lignificado e pólen) na Europa que datam do Paleogeno e Neogeno. As angiospermas presentes nesta família são comumente utilizadas como fitoterápicos na medicina tradicional indiana, usadas para o tratamento de diversas doenças, como problemas renais, urinários e uterinos.

## Morfologia

### Hábitos e folhas
Composta principalmente por árvores de pequeno porte ou arbustivas. Apresentam folhas simples, alternas espiraladas a dísticas e sem estípulas, os tricomas podem ser  simples ou ausentes.

### Flores
Flores gamossépalas, gamopétalas e actinomorfas com estames epipétalos e geralmente numerosos, anteras globosas ou elipsoides, notavelmente menores que os filetes, ovário pode ser ínfero ou raramente semi-ínfero, bi a heptacarpelar, com estilete único, simples e ereto. Podem ser bissexuadas ou unissexuadas (em plantas dioicas). O cálice (3-)5-mero com sépalas unidas na base. A corola é (3-)4-6(-11)-mera com pétalas unidas na base.

### Frutos e sementes
Óvulos unitegmentados, fruto drupáceo e coroado pelo cálice persistente. Sementes de 1 a 5, marrons, ovóides, reniformes, elipsoides, ampuliformes, em forma de U ou em forma de S.

## Diversidade taxonômica
A família é composta por 2 gêneros, Cordyloblaste Hensch. e  Symplocos Jacq., apresentam respectivamente 2 e aproximadamente 318 espécies cada.
Symplocos são geralmente arbustos, subarbustos ou árvores. Ocorrem em regiões de alta altitude e representam a grande maioria dos representantes da família. No Brasil, todos são deste gênero, se diversificando em todas as fitofisionomias.
Cordyloblaste é um grupo-irmão de todas as espécies de Symplocos, restrita a duas espécies, C. henschelii Moritzi (fl: Maxwell 91-530; fr: Maxwell 93-39), C. pendula (Wight) Alston (fl: Norton 1574; fr: Beaman 10358), localizadas no leste da Ásia.

## Relações filogenéticas
A família Symplocaceae está filogeneticamente associada a 22 outras famílias dentro da ordem Ericales, formando um clado irmão com as famílias Diapensiaceae e Styracaceae. A classificação revisada, fundamentada em dados moleculares e morfológicos, apoia a família como monofilética, composta por dois gêneros, Symplocos e Cordyblaste. A elevação de Cordyblaste como gênero se dá por ser grupo-irmão de todas as outras espécies de Symplocos e pelas diferenças morfológicas significativas. Dentro do gênero Symplocos, apresenta-se dois sub-gêneros Symplocos e Palura, três seções, Symplocos, Barberina e Lodhra, e duas séries, Urbaniocharis e Symplocos.

## Lista de espécies brasileiras
- Symplocos altissima Brand
- Symplocos angulata Brand
- Symplocos arbutifolia Casar.
- Symplocos atlantica Aranha
- Symplocos bidana Aranha
- Symplocos bogotensis Brand
- Symplocos celastrinea Mart.
- Symplocos corymboclados Brand
- Symplocos dasyphylla Brand
- Symplocos estrellensis Casar.
- Symplocos falcata Brand
- Symplocos glaberrima Gontsch.
- Symplocos glandulosomarginata Hoehne
- Symplocos glaziovii Brand
- Symplocos guianensis (Aubl.) Gürke
- Symplocos incrassata Aranha
- Symplocos inopinata Aranha
- Symplocos insignis Brand
- Symplocos insolita Aranha et al.
- Symplocos itatiaiae Wawra
- Symplocos kleinii Bidá ex Aranha
- Symplocos laxiflora Benth.
- Symplocos martinicensis Jacq.
- Symplocos microstyla Aranha et al.
- Symplocos minima Aranha
- Symplocos neblinae Maguire & Steyerm.
- Symplocos neglecta Brand
- Symplocos nitens (Pohl) Benth.
- Symplocos nitidiflora Brand
- Symplocos oblongifolia Casar.
- Symplocos occulta Aranha
- Symplocos organensis Brand
- Symplocos pentandra (Mattos) Occhioni ex Aranha
- Symplocos platyphylla (Pohl) Benth.
- Symplocos pubescens Klotzsch ex Benth.
- Symplocos pustulosa Aranha
- Symplocos pycnobotrya Mart. ex Miq.
- Symplocos revoluta Casar.
- Symplocos rhamnifolia A.DC.
- Symplocos rizzinii Occhioni
- Symplocos saxatilis Aranha et al.
- Symplocos tenuifolia Brand
- Symplocos tetrandra Mart.
- Symplocos trachycarpos Brand
- Symplocos uniflora (Pohl) Benth.

## Domínios e estados de ocorrência no Brasil
Os representantes frequentemente ocorrem em ambientes montanos e de perturbação humana. No Brasil, os domínios fitogeográficos que foram registrados são: Amazônia, Caatinga, Cerrado, Mata Atlântica e Pampa. Das 45 que são reconhecidas, 34 são endêmicas, todas do gênero Symplocos.  As regiões confirmadas são: Norte (Acre, Amazonas, Amapá, Pará, Rondônia, Roraima, Tocantins), Nordeste (Alagoas, Bahia, Ceará, Maranhão, Pernambuco, Piauí), Centro-oeste (Distrito Federal, Goiás, Mato Grosso do Sul, Mato Grosso), Sudeste (Espírito Santo, Minas Gerais, Rio de Janeiro, São Paulo) e Sul (Paraná, Rio Grande do Sul, Santa Catarina).